# Světlo (technický časopis)

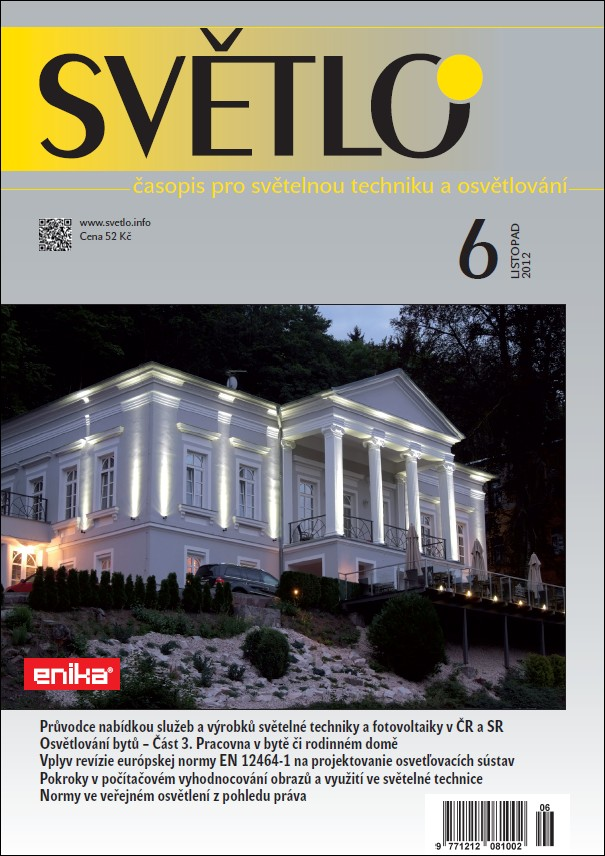
Titulní strana časopisu Světlo

Světlo, ISSN 1212-0812, je český odborný recenzovaný neimpaktovaný časopis pro světelnou techniku a osvětlování. Vydává jej FCC Public s. r. o. sídlící v Praze 8. Vychází od roku 1998, nejprve jako čtvrtletník, od roku 2005 šestkrát ročně jako dvouměsíčník. Standardní náklad uvádí 2300 výtisků, při významných akcích až 3500. Šéfredaktorem je Jiří Novotný. Hlavními cílovými skupinami jsou architekti a projektanti a výrobci, dovozci, obchodníci a distributoři osvětlovací techniky. Má 60 stran a formát 210 × 295 mm.
Do roku 1997 vycházel podobný časopis s názvem Světelná technika, od nějž ke Světlu přešli například někteří členové redakční rady. Vydavatel se deklaruje jako nezávislý na profesních zájmových skupinách, kromě tohoto časopisu vydává ještě měsíčník Elektro, různé technicky zaměřené knihy a ročenku Elektro.
O obsahu nových čísel časopisu pravidelně informují tematicky spřízněné odborné weby jako e-architekt nebo Elektrika.cz.